# Future 32
Der Massengutschiffstypen Future 32 und Future 32A des japanischen Schiffbauunternehmens IHI wurde für zahlreiche Reedereien in einer Serie von 69 Einheiten gebaut.

## Einzelheiten
Die Future-32-Baureihe wurde von IHI auf der Basis der bestehenden Typen Fortune und Friendship entworfen, um dem Bedarf nach größeren Bulkern im betreffenden Marktsegment nachzukommen. Gebaut wurden die Schiffe in zwei Serien – zunächst von 1976 bis 1984 der ursprüngliche Entwurf Future-32 und beginnend mit der Sanko Campanula von 1984 bis 1994 der etwas kürzere und breitere Typ Future-32A mit überarbeiteter Rumpfform dessen markantestes äußeres Merkmal der nach Steuerbord versetzte Schornstein war. Ab 1994 wurde die Baureihe vom vergrößerten Typ Future 42 abgelöst.
Gebaut wurden die Einheiten auf den konzerneigenen Werften und als Lizenzbau von Levingston Shipbuilding in Orange (Texas).
Die beim Bau anfangs etwa 35 Millionen DM teuren Schiffe sind als Handymax-Massengutschiffe mit achtern angeordneten Aufbauten ausgelegt. Sie haben fünf Laderäume mit jeweils eigener Luke, deren Lukendeckel hydraulisch betätigt werden. Zum Ladungsumschlag stehen vier mittschiffs angebrachte hydraulische Schiffskräne zur Verfügung. Die Einheiten sind auf den Transport verschiedener Massengüter, wie zum Beispiel Getreide, Kohle, Mineralien inklusive verschiedener Gefahrgüter ausgelegt. Die Tankdecke der Laderäume ist für den Erztransport verstärkt ausgeführt. Es können darüber hinaus auch Sackgüter, Stahlprofile, -röhren und andere Massenstückgüter, jedoch keine Decksladungen transportiert werden.
Der Antrieb der in Japan gebauten Schiffe besteht aus einem IHI-Sulzer Sechszylinder-Zweitakt-Dieselmotor, wobei in den ersten beiden Einheiten etwas leistungsfähigere Siebenzylinder 7RND68 verbaut waren, deren etwa 15 % höher als notwendig veranschlagte Mehrleistung zu umfangreichen Untersuchungen der Rumpfform führte. Die in Lizenz in den USA gebauten Schiffe erhielten jeweils zwei Transamerica Delaval Enterprise Diesel des Typs RV12-4, die über ein gemeinsames Getriebe auf den Propeller wirkten. 1989 wurde der Future-32-Neubau Juno zur Erprobung mit einem Schiffsantrieb mit zwei gegenläufigen Schrauben versehen, der Einsparungen bis zu 15 % erbracht haben soll. Die verschieden motorisierten Einheiten erreichen Geschwindigkeit zwischen etwa 14,5 bis zu 17 Knoten. Es stehen mehrere Hilfsdiesel und ein Notdiesel-Generator zur Verfügung.